# Henning Grenander
Henning Grenander (ur. 1874, zm. 1958) – szwedzki łyżwiarz figurowy, startujący w konkurencji solistów. Mistrz świata (1898) i wicemistrz Europy (1893).

## Osiągnięcia
| Mistrzostwa świata |   | 1 |
| Mistrzostwa Europy | 2 |   |